# Orgazmotron
Orgazmotron – urządzenie elektromechaniczne, mające wywoływać orgazm u korzystającego z niego człowieka.
Orgazmotron występuje najczęściej w komediach fantastycznych, takich jak Barbarella, Śpioch, Człowiek Demolka. Podobne urządzenia można spotkać także w filmach: Stożkogłowi, Flash Gordon, Orgazmo.
Urządzenie (orgiak) występuje w powieści Stanisława Lema Pokój na Ziemi.
W jednym z odcinków serialu Daleko od noszy pacjent Nowak buduje szczytownicę – aparat do osiągania orgazmów. Urządzenie było zbudowane z części starego telefonu i elektrod podłączanych do dłoni. Odpowiedni stopień orgazmu ustawiało się wpisując liczbę na jego klawiaturze. Efekt był wywoływany przez mikroimpulsy wysyłane do mózgu.
Współcześnie istnieje urządzenie, które potrafi doprowadzić do orgazmu poprzez pobudzenie impulsem elektrycznym odpowiednich nerwów.